# Ňangčhu
Ňangčhu (tibetsky ཉང་ཆུ།, čínsky znaky 年楚河) je řeka v Tibetské autonomní oblasti v Číně. Je přibližně 250 km dlouhá. Povodí má rozlohu přibližně 18 300 km².

## Průběh toku
Pramení na severních svazích pohoří Himálaj a protéká v úzké kotlině přes Tibetskou náhorní plošinu. Ústí do řeky Jarlung cangpo, jež je jednou ze zdrojnic Brahmaputry.

## Vodní režim
Vyšších vodních stavů dosahuje na jaře a v létě. V zimě zamrzá.

## Využití
Údolí řeky je úrodné. Prochází jím základní dopravní cesta přes Himálaj ze Sikkimu do Lhasy. Leží na ní druhé největší tibetské město Žikace.